# Andris Bērziņš (född 1951)
Andris Bērziņš, född 4 augusti 1951 i Riga, Lettiska SSR, är en lettisk politiker. Han representerar det politiska partiet Lettiska vägen och var Lettlands premiärminister mellan maj 2000 och november 2002. Han var välfärdsminister (1994–1995) och Rigas borgmästare (1997–2000).